# Salihağa, Merkezefendi
Salihağa là một xã thuộc huyện Merkezefendi, tỉnh Denizli, Thổ Nhĩ Kỳ. Dân số thời điểm năm 2010 là 205 người.